# A Dog and Pony Show
A Dog and Pony Show is het vierde studioalbum van de Amsterdamse popband Coparck. Het album kwam uit in oktober 2009 op het label van V2 Records. Voor de productie van het album is wederom gekozen voor Reyn Ouwehand. Gijs Coolen, de nieuwe gitarist van de band, is op dit album voor het eerst te horen. De naam A Dog and pony show komt van de zogenoemde circussen die eind negentiende-, begin twintigste eeuw in de Verenigde Staten rondreisden. Deze circussen bestonden grotendeels uit acts met honden en pony's

## Nummers
1. A Dog and Pony Show
2. New York City Lights
3. The Moonset
4. Waiting For
5. Your Last Day On Earth
6. Strangers To Ourselves
7. I Guess
8. A Manual For Life
9. Hopeful
10. Goodbye

## Artiesten
- Odilo Girod - zang, gitaar, toetsen
- Maurits de Lange - piano, synths beats & sounds
- Rik Hansen - contrabas, backing vocals
- Marcel van As - drums, beats & sounds, backing vocals
- Gijs Coolen - gitaar

## Hitnotering
| "A Dog And Pony Show" in de Nederlandse Album Top 100 - binnen: 24-10-2009 | "A Dog And Pony Show" in de Nederlandse Album Top 100 - binnen: 24-10-2009 | "A Dog And Pony Show" in de Nederlandse Album Top 100 - binnen: 24-10-2009 | "A Dog And Pony Show" in de Nederlandse Album Top 100 - binnen: 24-10-2009 | "A Dog And Pony Show" in de Nederlandse Album Top 100 - binnen: 24-10-2009 |
| Week                                                                       | 01                                                                         |                                                                            | 02                                                                         |                                                                            |
| -------------------------------------------------------------------------- | -------------------------------------------------------------------------- | -------------------------------------------------------------------------- | -------------------------------------------------------------------------- | -------------------------------------------------------------------------- |
| Nummer                                                                     | 43                                                                         | uit                                                                        | 95                                                                         | uit                                                                        |